# Gromo San Marino
Gromo San Marino [ˈɡroːmo sammaˈriːno] o quella che un tempo era Gromo San Martino, è una frazione del comune di Gandellino in provincia di Bergamo, situato in Alta Val Seriana, ed è attraversato dal fiume Serio.

## Topografia
La frazione si estende per 6,67 km, e si divide in varie località: Bocchetta, Bondo, Grabiasca, Legnaro, Pietra, Ronchello

## Etimologia
L'antico nome della frazione è Gromo San Martino, con la dedica al santo patrono del capoluogo Gandellino. Questo è documentato negli atti della vendita delle armi, e in particolare in alcuni atti per la vendita dei pomoli delle else del XV e XVI secolo. In detti documenti è riportato sempre il nome di Gromo San Martino. 
Questo nome risulta presente sicuramente fino al 1798. La diffusione devozionale del santo francese è conseguenza alla soggezione della valle al monastero di Tour da parte di Carlo Magno.
Probabilmente un errore di trascrizione che poi continuò, ha portato la frazione al nome che ha oggi, considerando che non esiste nessun culto di San Marino in Val Seriana, contrariamente al grande culto a Martino. 
Si consideri che nel 774, Carlo Magno, devotissimo al santo, consegnò i territori dell'alta valle, tra questi anche questa frazione, al Monastero di San Martino a Tours'.

## Monumenti e luoghi d'interesse

### Chiesa di Santa Maria Nascente

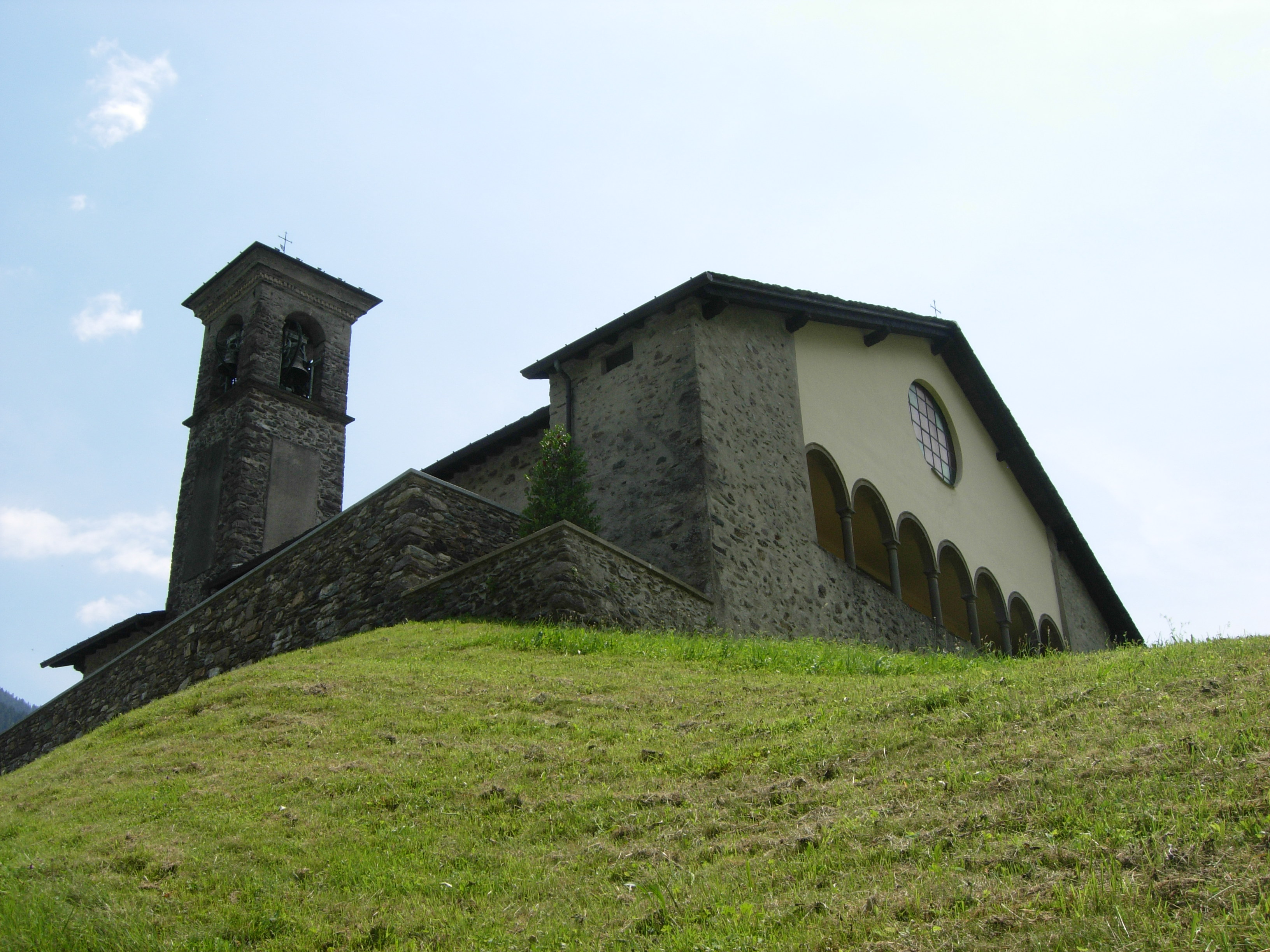
Chiesa di Santa Maria Nascente

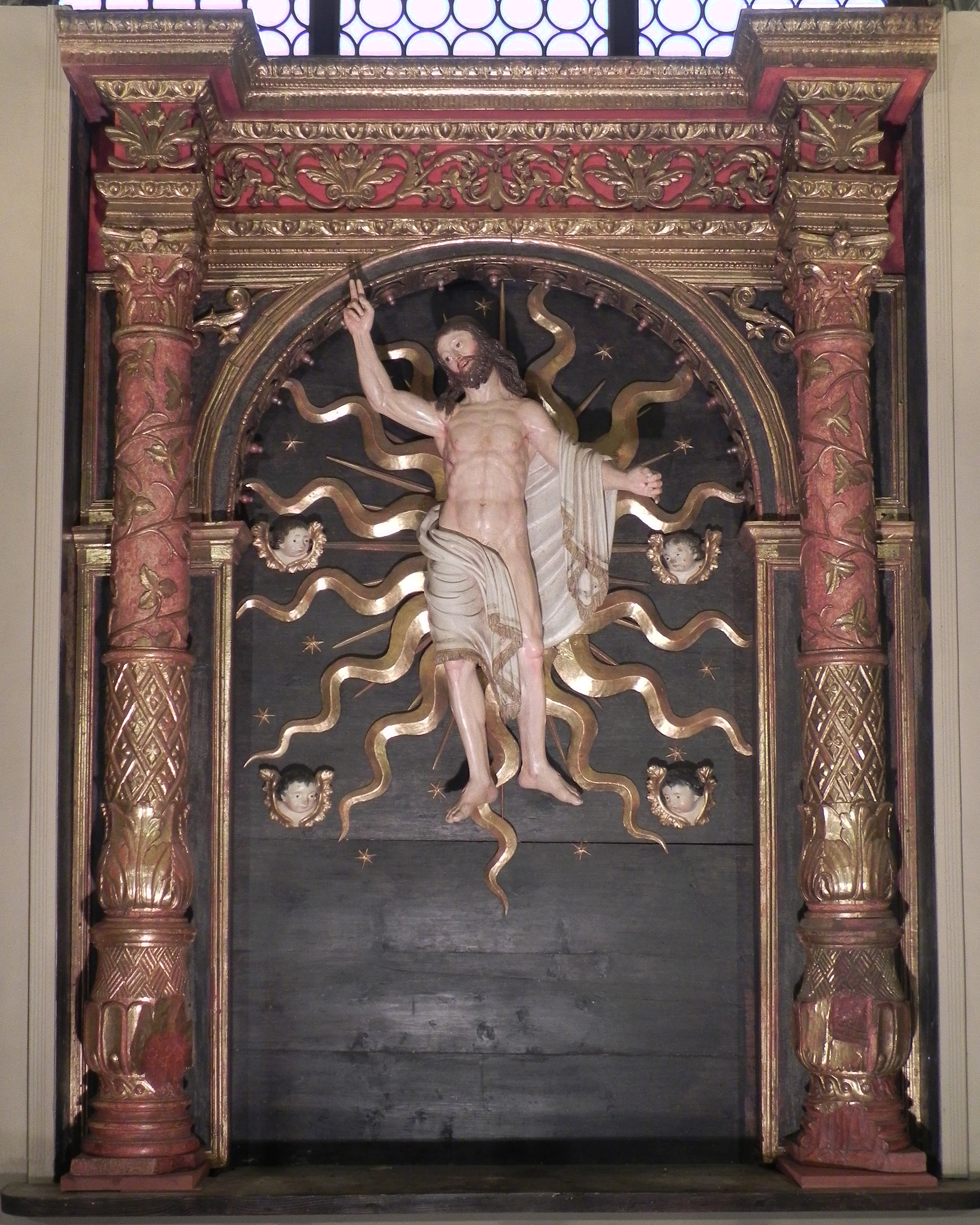
Pietro Bussolo (?)
Cristo Risorto
Legno dipinto e dorato
1510 circa

La chiesa, situata sopra un dosso, è ben visibile dalla valle, e risale al 1350, quando un convento di suore vi si stabilì, convento ora soppresso. Sui lati rivolti a nord e ovest vi è un porticato, con sette aperture ad arco a tutto sesto in pietra arenaria, con colonne in stile toscano.
L'interno si presenta a tre navate, di cui quella centrale più alta rispetto alle due laterali. All'interno sono presenti affreschi riconducibili alla chiesa primaria poi ampliata, alcuni di questi si presume siano opera di Giacomo Borlone de Buschis detto il Borlone, che già aveva lavorato nella valle affrescando la Danza Macabra, mentre altri di epoca quattrocentesca rappresentano "Il credo degli apostoli". Sia la navata centrale che il presbiterio sono decorati con medaglie e cornici in stucco di epoca barocca che raffigurano scene della vita di Maria mentre l'ancona lignea posta dietro l'altare è caratterizzata dalla scultura di un Cristo Risorto, opera forse della bottega dello scultore Pietro Bussolo del 1510 circa.

L'edificio è stato restaurato tre volte: la prima nel 1877 e in seguito nel 1936 e infine1987.
Nel piccolo cimitero vicino alla chiesa è tumulata la salma di Alessandro Dordi nato e cresciuto nella frazione, missionario in Perù, assassinato dagli uomini del Sendero Luminoso, dichiarato martire con decreto firmato il 3 febbraio 2015 e beatificato il 5 dicembre 2015.